# Bremke (Extertal)
Bremke ist eine kleine Ortschaft in Ostwestfalen-Lippe mit 352 Einwohnern (Stand 31. Dezember 2023) und ein Ortsteil der Gemeinde Extertal im Kreis Lippe in Nordrhein-Westfalen.

## Lage und Beschreibung
Der Ort liegt im Norden der durch das Lemgo-Gesetz neu gegründeten Gemeinde Extertal im südlichen Weserbergland links der Weser und war bis dahin eine eigenständige Gemeinde. Er liegt auf einer Höhe von durchschnittlich 140 Metern über Normalnull. Durch den Ort fließt der „Bremker Bach“, ein rechter Zufluss der Exter.
Bösingfeld, der Hauptort der Gemeinde befindet sich rund 7 Kilometer südlich, Rinteln 7 km nördlich, Hameln 16 km östlich und Lemgo 18 km südwestlich.

## Geschichte
Bremke wird 896 als Bredenbeke in der Chronik des Hermann von Lerbeck erstmals schriftlich erwähnt.
Folgende Schreibweisen sind im Laufe der Jahrhunderte ebenfalls belegt: Bredenbecke (1322), Bredenbeke (um 1360), Bredenbecke (1465…1471, im Güterverzeichnis Möllenbeck), Bredenbecke (1507, im Landschatzregister), Bremecke (1535, im Landschatzregister), Bremeke (1545, im Landschatzregister), Bremke (1618, in den Salbüchern) sowie Bremcke (um 1758.)

### 20. Jahrhundert
Am 1. Januar 1921 traten die Gemeinden Bremke und Nalhof Gebietsteile an die damals neue Gemeinde Meierberg ab.
Am 1. Januar 1969 wurde die bis dahin selbständige Gemeinde Bremke in die neue Gemeinde Extertal eingegliedert.

### Einwohnerentwicklung
| Jahr      | 1860 | 1939 | 1962 |
| Einwohner | 271  | 300  | 433  |
| --------- | ---- | ---- | ---- |

## Infrastruktur
Westlich der Ortslage verläuft die Extertalstraße, die Landesstraße NRW 758, die bei der Landesgrenze zwischen Nordrhein-Westfalen und Niedersachsen zwischen Silixen und Krankenhagen in die Landesstraße L 435 (Niedersachsen) übergeht und eine Verbindung zwischen den Städten Barntrup und Rinteln durch das Extertal herstellt. Fast parallel zur Straße verläuft auch die heute nur noch touristisch genutzte Extertalbahn. Bei Bremke befand sich eine Bahnstation an dieser Eisenbahnstrecke.
Auch wenn die Gegend um Bremke ländlich geprägt ist, so spielt heute die Land- und Forstwirtschaft kaum noch eine nennenswerte Rolle. Im Ort gibt es keine nennenswerten Sehenswürdigkeiten. Wenige Kilometer südwestlich auf dem „Rintelschen Hagen“ befinden sich die Überreste der Uffoburg, einer frühmittelalterlichen Burganlage, von der aber nur noch Reste der Wallanlagen im Wald zu erkennen sind.